# Typekonvertering
Inden for programmering dækker typekonvertering over forskellige måder man kan skifte fra en datatype til en anden. De engelske begreber casting og coercion bruges om specifikke måder at gøre det på i forskellige programmeringssprog. Man taler også om implicit og eksplicit konvertering af typer, afhængigt af om syntaksen for sproget antyder at konverteringen skal foregå, eller om semantikken gør det.

## Former for typekonvertering

### Coercion
Nogle gange indebærer typekonvertering at man også konverterer værdiens repræsentation, hvilket man på engelsk kalder coercion -- man tvinger en værdi til at skifte repræsentation så den passer til den nye type. Hvis man eksempelvis ønsker at lægge et heltal sammen med et kommatal, og de to tal er repræsenteret forskelligt, vil sproget C konvertere heltallet til et kommatal. I sproget Ruby er det første operand som afgør hvad resultatet og dets type bliver.
Hvis man konverterer fra en type som kræver mere plads at repræsentere end den type man konverterer til, risikerer man et tab af præcision.

### Casting
Andre gange vil en typekonvertering kun dække over at man betragter den samme data som om den beskrev noget andet, hvilket man på engelsk kalder casting -- man tildeler en rolle til objektet. Man kan eksempelvis inden for objektorienteret programmering betragte et objekt som instans af den klasse K, man oprettede det som, eller man kan betragte det som instans af en klasse som K arver fra, mv.